# Uliana av Tver
Uliana av Tver, död 1391, var storfurstinna av Litauen 1350-1377. Hon var gift med Litauens storfurste Algirdas.
Hon var syster till storfurst Simeon av Moskva. Äktenskapet arrangerades som en del av ett politiskt fredsfördrag mellan Litauen och Moskva. Giftermålet ägde rum 1350. Ett äktenskap mellan en kristen och en hednisk kungadynasti var ovanligt och kontroversiellt. Hennes bror rådfrågade den rysk-ortodoxa kyrkan om det var acceptabelt med äktenskap mellan en kristen prinsessa och en hednisk härskare. 
Hon blev änka 1377, då hennes make dog och efterträddes av hennes son. Uliana fick ett visst inflytande i Litauen och ingrep vid flera tillfällen i politiska sammanhang. Hon ingrep i politiken under den litauiska inbördeskriget (1381–84). Hon försökte utan framgång övertala sin son att gifta sig med en rysk-ortodox prinsessa och konvertera till den ortodoxa kristendomen, istället för att konvertera till katolicismen och gifta sig med Hedvig av Polen, vilket skedde 1386. Hennes liv efter hennes sons konvertering är mindre känt.